# Чумак Віталій Лукич
 Віта́лій Лу́кич Чума́к (нар. 16 червня 1949, Атаки, Молдова) — доктор хімічних наук, професор.

## Життєпис
Працював до 1991 року у Національному технічному університеті України «Київський політехнічний інститут» з 1972 (після закінчення КПІ). 
У 1972-1975 р.р. - аспірант кафедри фізичної та колоїдної хімії. 
У 1976-1991 р.р. - науковий співробітник, доцент (професор (з 1992р.) кафедри фізичної та колоїдної хімії хіміко-технологічного факультету Київського політехнічного інституту. 
У 1976 р. захистив дисертацію " Вплив хімічних та фізичних факторів на константи іонної асоціації" на здобуття вченого ступеня кандидата хімічних наук за спеціальністю 02.00.04 "фізична хімія". 
У 1991 р. захистив дисертацію ‘’ Вплив розчинника на термодинаміку процесів іїної асоціації та іоноі міграції ’’ на здобуття вченого ступеня доктора хімічних наук за спеціальністю 02.00.04 "фізична хімія". 
З 2004 р. працює професором кафедри хімії і хімічної технології Національного авіаційного університету.
Професор проводить наукові дослідження за проблемою «Термодинаміка транспортних та рівноважних процесів у неводних розчинах електролітів».
Два основних напрямки: вплив розчинника на термодинаміку хімічних рівноваг, активаційних характеристик хімічних процесів та процесів переносу в розчинах; фізико-хімічний аналіз рідких систем.
Експериментальний напрямок наукових досліджень — прецізійні виміри електропровідності, в'язкості, густини та оптичних спектрів розчинів.
Автор більш ніж 150 наукових праць та винаходів.